# Världsmästerskapen i badminton 2006
Världsmästerskapen i badminton 2006 anordnades den 18-24 september i Madrid, Spanien. 

## Medaljsummering
| Pl. | Nation   | Guld | Silver | Brons | Totalt |
| --- | -------- | ---- | ------ | ----- | ------ |
| 1   | Kina     | 4    | 3      | 3     | 10     |
| 2   | England  | 1    | 2      | 0     | 3      |
| 3   | Tyskland | 0    | 0      | 2     | 2      |
| 3   | Danmark  | 0    | 0      | 2     | 2      |
| 5   | Sydkorea | 0    | 0      | 1     | 1      |
| 5   | Malaysia | 0    | 0      | 1     | 1      |
| 5   | Thailand | 0    | 0      | 1     | 1      |

## Resultat
| Event       | Guld                       | Silver                      | Brons                                   |
| Herrsingel  | Lin Dan                    | Bao Chunlai                 | Chen Hong                               |
| Herrsingel  | Lin Dan                    | Bao Chunlai                 | Lee Hyun-il                             |
| Damsingel   | Xie Xingfang               | Zhang Ning                  | Xu Huaiwen                              |
| Damsingel   | Xie Xingfang               | Zhang Ning                  | Petra Overzier                          |
| Herrdubbel  | Fu Haifeng Cai Yun         | Anthony Clark Robert Blair  | Jens Eriksen Martin Lundgaard Hansen    |
| Herrdubbel  | Fu Haifeng Cai Yun         | Anthony Clark Robert Blair  | Lars Paaske Jonas Rasmussen             |
| Damdubbel   | Gao Ling Huang Sui         | Zhang Yawen Wei Yili        | Yang Wei Zhang Jiewen                   |
| Damdubbel   | Gao Ling Huang Sui         | Zhang Yawen Wei Yili        | Du Jing Yu Yang                         |
| Mixeddubbel | Nathan Robertson Gail Emms | Anthony Clark Donna Kellogg | Koo Kien Keat Wong Pei Tty              |
| Mixeddubbel | Nathan Robertson Gail Emms | Anthony Clark Donna Kellogg | Sudket Prapakamol Saralee Thungthongkam |